# هی دی
هِی دِی (به انگلیسی: Hay Day) یک بازی رایگان برای تلفن همراه و تبلت می‌باشد که به صورت آنلاین و به سبک بازی ویدئویی راهبردی می‌باشد که توسط سوپرسل طراحی شده‌است. این شرکت در شهر هلسینکی پایتخت کشور فنلاند قرار دارد.
در سال ۲۰۱۶، ۷۳ درصد از سهام شرکت سوپرسل به شرکت چینی تنسنت فروخته شد و این شرکت حق تعیین استراتژی همهٔ بازی‌های سوپرسل را دارد.

## انتشار
هِی دِی در تاریخ ۲۱ جوئن ۲۰۱۲ تقریباً همزمان با کلش او کلنز برای سیستم عامل‌های آی‌اواس و در۲۰ نوامبر ۲۰۱۳ برای سیستم عامل‌های اندروید به صورت بین‌المللی و با الگوی تجاری فری‌میوم منتشر شد.

## درآمد ماهیانه
طبق یک گزارش در سال ۲۰۱۳ سوپرسل از طریق کلش او کلنز و هی دی در یک ماه ۳۰ میلیون دلار درآمد خالص کسب کرد. همچنین هی دی در سال ۲۰۱۳ یکی از پر فروش‌ترین برنامه‌ها بود.

## داستان بازی
در این بازی عموی بازیکن (گِرِگ) صاحب مزرعه است. او قادر به مراقبت از مزرعه خود نیست، برای همین مزرعه خود را به بازیکن می‌سپارد و بازیکن به کمک مترسک ابتدا کاشت گندم را یادمی‌گیرد، با بالا رفتن تجربه یا XP شما قادر به ساختن دستگاه‌ها و افزودن حیوانات جدید و درست کردن مواد غذایی جدید هستید.
در این بازی شما می‌توانید با فروختن مواد غذایی و محصولات یا ارائه به کشتی درآمد کسب کنید.